# Bukara
Bukara je drvena tradicijska posuda koja služi za piće. Iz nje se uglavnom pije vino. Izrađena je od rascijepljenih komada drva, smrike ili vrbe, odnosno od nekoliko daščica (duga, dužica) međusobno priljubljenih i učvršćenih obručem od drveta vrbe. Šira je u gornjem dijelu, a uža u donjem. Drška bukare je napravljena od smotane letvice. Treba je razlikovati od slične tradicijske posude koja se naziva susak, koja ima metalne obruče i sužava se prema otvoru. 'Umijeće izrade bukare i suska' upisano je Registar kulturnih dobara Republike Hrvatske pod rednim brojem Z-7747 kao zaštićeno kulturno dobro. Umijeće se prakticira gotovo na čitavom hrvatskom krškom području, od Like, preko kontinentalnog dijela Dalmacije do doline Neretve, kao i na nekim otocima, a prenosi se kao obiteljska tradicija nasljeđivanjem drvenih šablona i usmenom predajom.